# 朱塞佩·萨沃尔迪
朱塞佩·萨沃尔迪（義大利語：Giuseppe Savoldi，1947年1月21日—），男，意大利足球运动员。他曾当选1972-1973赛季意甲联赛最佳射手。